# التدبير (فقه)
التدبير تعليق العتق بالموت. والمدبر من أعتق عن دبر فمطلقه أن يعلق عتقه بموت مطلق كإن مت فأنت حر، أو بموت الغالب وقوعه إن مت إلى سنة والمقيد أن يعلقه بموت مقيد كإن مت من مرضي هذا أو بمطلق موت رجل آخر.

## عند الروم
كان العبد يعتق عند الروم بعد موت سيده إذا كتب له وصية بذلك ويسمى مانوميسيو بر تستامنتوم ومانوميسيو تستامنتو أي العتق بالوصية.